# Andreas Streicher

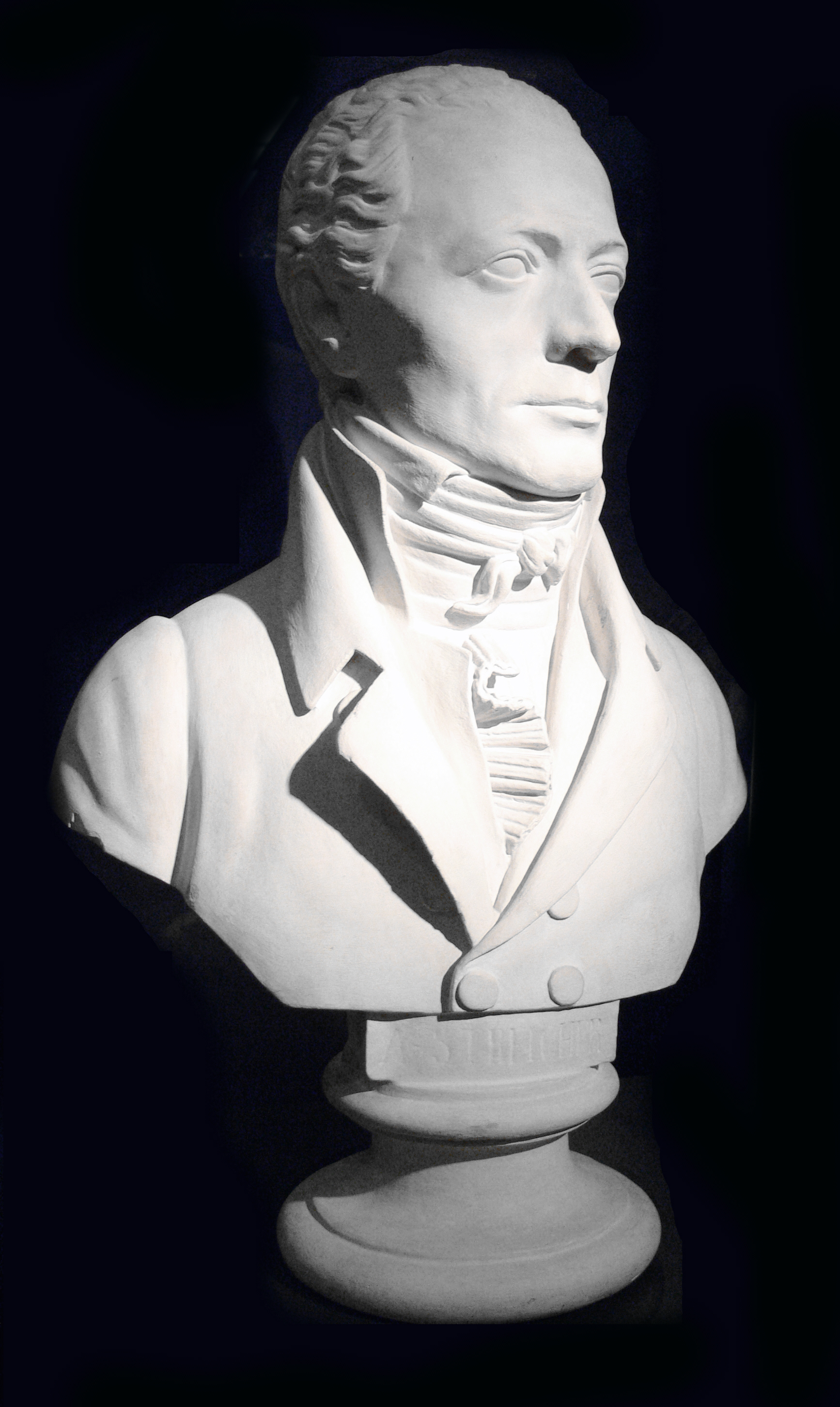
Andreas Streicher, Büste von Franz Klein

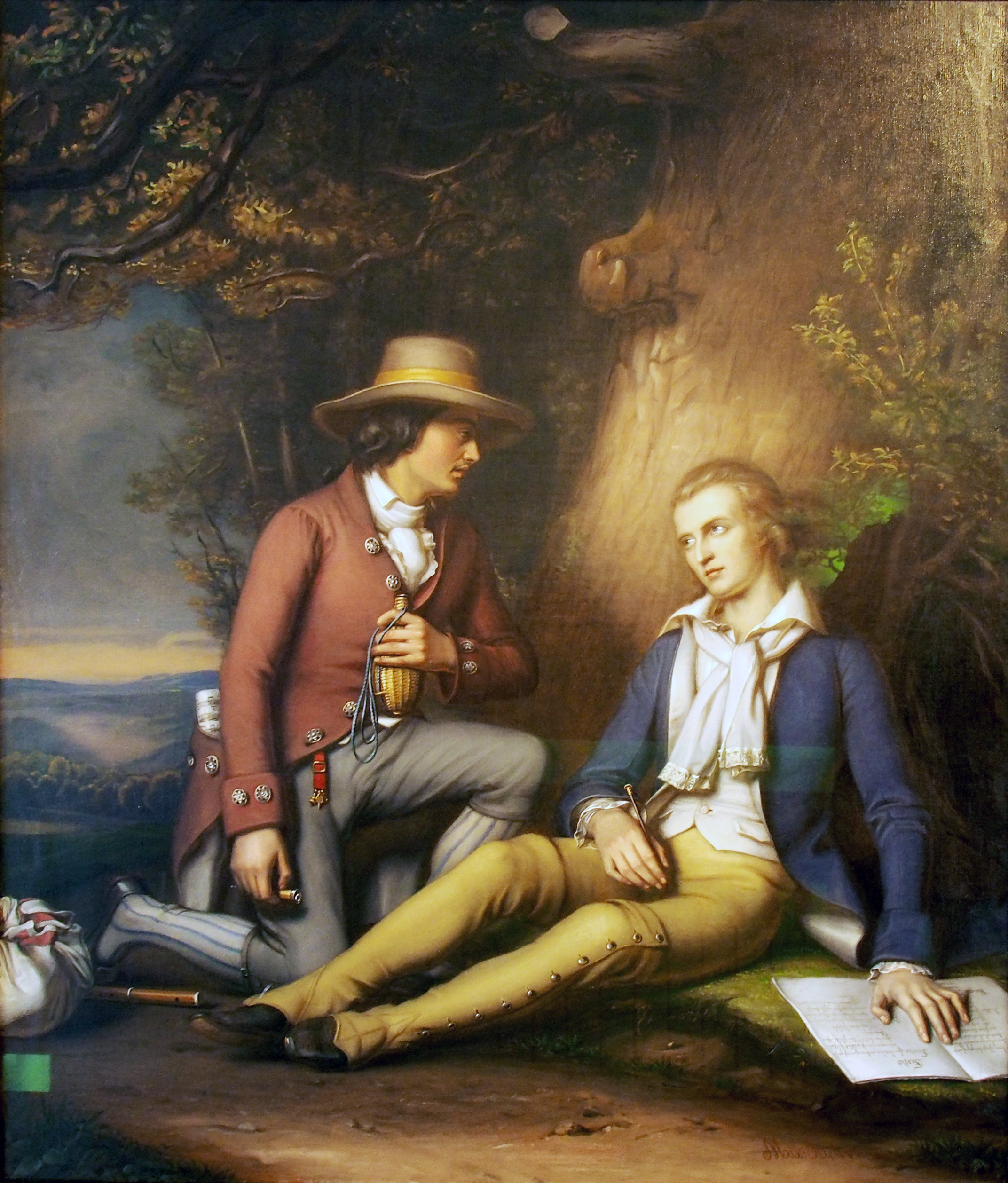
Streicher auf der Flucht mit seinem Freund Friedrich Schiller

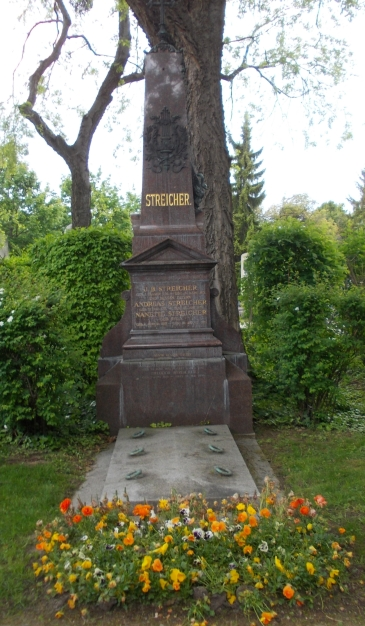
Grabstätte von Andreas Streicher

Johann Andreas Streicher (* 13. Dezember 1761 in Stuttgart; † 25. Mai 1833 in Wien) war ein deutsch-österreichischer Pianist, Komponist und Klavierbauer.

## Leben
Andreas Streicher, Sohn eines früh verstorbenen Maurermeisters, wuchs seit 1771 im Stuttgarter Waisenhaus auf.
Von höherer Bildung ausgeschlossen, fand er seinen Weg durch die Musik. Seine musikalische Begabung brachte ihn in Kontakt zu Hofmusikern und Musikzöglingen der Karlsschule. Dort studierte auch Friedrich Schiller, mit dem sich Streicher anfreundete. Zusammen besuchten sie 1782 heimlich die Uraufführung der Räuber in Mannheim und vier Monate später eine weitere Vorstellung, wofür Schiller mit 14 Tagen Haft büßen musste. Noch im selben Jahr flohen die beiden aus Stuttgart nach Mannheim. Über diese Flucht schrieb Streicher später ein vielgelesenes Buch. Eigentlich wollte er weiter nach Hamburg zu Carl Philipp Emanuel Bach reisen und dort Unterricht nehmen. Doch sein Ersparnis dafür hatte er großzügigerweise an Friedrich Schiller geliehen, dem er dadurch aus existenzieller Not half. Somit musste Streicher in Mannheim bleiben. Dort lebte Streicher von Klavierunterricht und gab Konzerte. 1786 zog er nach München, wo er als Klavierlehrer und zunehmend auch als Komponist bekannt wurde.

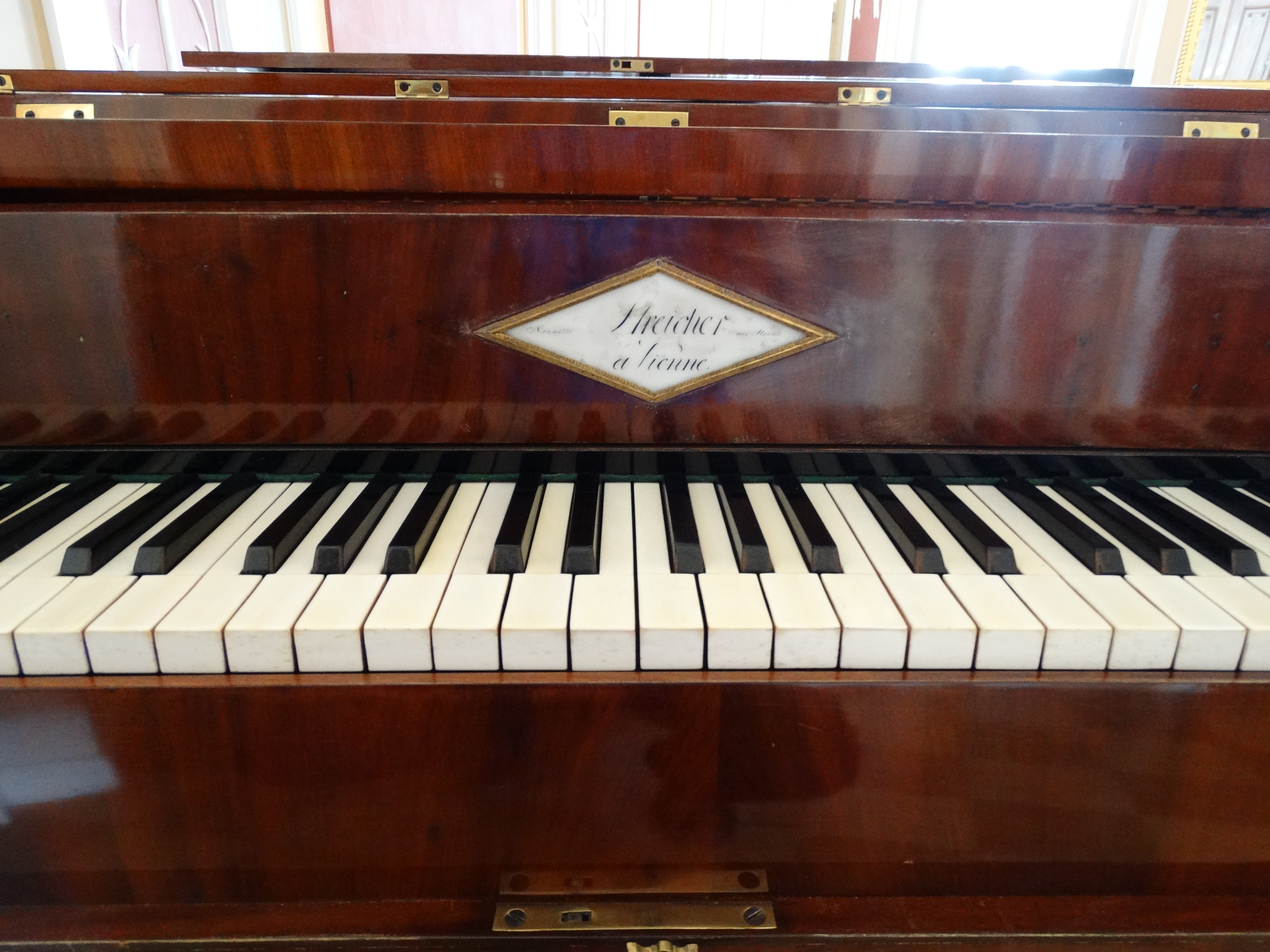
Streicher-Flügel um 1820

1793 heiratete er Nannette Stein (1769–1833), Tochter des Augsburger Klavierbauers Johann Andreas Stein. 1794 ging das Paar nach Wien, wo Nannette und ihr Bruder Matthäus Andreas Stein die Klavierfabrik „Frère et Sœur Stein“ eröffneten. Nach der Aufteilung des Unternehmens 1802 erwarb Streicher die nötigen technischen Kenntnisse und stieg selbst als Klavierbauer in das Geschäft seiner Frau ein. Er und Nannette waren wichtige Vertraute Ludwig van Beethovens in dessen letzten Lebensjahren.
Andreas Streicher war ein guter Klavierspieler: Die „Mannheimer Zeitung“ berichtete über ein Konzert in Heidelberg vom 4. Dezember 1785: „Streicher schlug ein Klavierkonzert von Haydn und vor dem Schluss eine Klaviersonate von Clementi. Sein Spiel voll Ausdruck und Geist, sein genauer, äußerst fertiger Vortrag erhielt die Bewunderung und den verdienten Beifall aller Kenner.“ Streicher, dessen eigener Konzertsaal im April 1812 eröffnet worden war, initiierte die Aufführung von Georg Friedrich Händels Alexanderfest, die dann zur Gründung der Gesellschaft der Musikfreunde in Wien führte und in der Winterreitschule stattfand. Er übernahm dabei die Einstudierung der Chöre und bei der Aufführung den Continuo-Part. Das Ehepaar Streicher gehörte damit zu den Gründern der Gesellschaft der Musikfreunde.
Als Klavierbauer war er in Wien einer der bedeutendsten und innovativsten Vertreter seines Berufes. Ab 1802 leitete seine Frau Nannette das Unternehmen „Nannette Streicher née Stein“. Zusammen mit ihrem Sohn Johann Baptist Streicher (1796–1871) verschaffte sie dem Betrieb Weltgeltung. Viele namhafte Komponisten und Adlige ließen ihr Klavier von Streicher bauen oder besuchten die sonntägliche Matinee.
„Andreas Streicher veröffentlichte einige Klavierwerke und eine Klavierschule, engagierte sich für eine erste Gesamtausgabe von Beethovens Werken, insbesondere auch für die Gründung einer Singschule und die Herausgabe eines Gesangbuchs mit evangelischer Kirchenmusik in Wien.“
Der sog. „Alte Streicherhof“ stand in der Ungargasse Nr. 46 im 3. Wiener Bezirk, der „Neue Streicherhof“ später in der Ungargasse Nr. 27. Beide Gebäude wurden im Zweiten Weltkrieg beschädigt und der „Alte Streicherhof“ wurde 1959 abgerissen.
Streicher wurde am Sankt Marxer Friedhof in Wien beigesetzt und 1891 mit seiner Gattin in ein Ehrengrab am Wiener Zentralfriedhof (Gruppe 32 A, Nummer 30) überstellt. Nach seinem Sohn Johann Baptist Streicher ist in der Landstraße die Streichergasse benannt. Der Komponist Theodor Streicher war sein Urenkel.

## Werke
- Andreas Streicher: Schiller’s Flucht von Stuttgart und Aufenthalt in Mannheim von 1782 bis 1785, Stuttgart und Augsburg, J. B. Cotta’sche Buchhandlung 1836 (Digitalisat)
- Zehn Choral-Vorspiele für Orgel (mit cantus firmus), op. 4. Herausgegeben von Musikverlag Christoph Dohr, Köln 2006, ISMN 979-0-20201250-5 (Suche im DNB-Portal).
- Briefe von Andreas Streicher befinden sich im Bestand des Leipziger Musikverlages C. F. Peters im Staatsarchiv Leipzig.